# Багаев, Арслан Вепхиевич
Арслан Вепхиевич Багаев (21 октября 2003) — российский борец вольного стиля. Чемпион России.

## Спортивная карьера
15 июня 2018 года в венгерском Дьёре одержал победу на первенстве Европы среди юношей до 15 лет, в финале победил Мишико Каладжишвили из Грузии. 30 июля 2019 года в Софии в финале первенства мира среди юношей U-18 уступил иранцу Амиру Хоссейну Фирузпуру. 30 июня 2021 года в Дортмунде на первенстве Европы среди юниоров до 21 года а финале победил Джошуа Мородиона из Германии. В середине июля 2022 года в финале Всероссийской летней Универсиады в Грозном одолел Абдуллу Цацаева из Чечни. 30 сентября 2022 года ему было присвоено звание мастер спорта России международного класса. 29 января 2023 года в Красноярске Багаев победил Руслана Черткоева в финале Международного турнира памяти Ивана Ярыгина в весовой категории до 86 кг. 22 июня 2023 года на чемпионате России в Каспийске в полуфинале победил Аду Багомедова из Дагестана. 23 июня 2023 года в финале чемпионата России взял вверх над Амануллой Гаджимагомедовым из Дагестана, тем самым став чемпионом России.

## Спортивные результаты
- Первенство Европы по борьбе среди юношей U15 2018 — ;
- Первенство мира по борьбе среди юношей U16 2019 — ;
- Первенство Европы по борьбе среди юниоров U21 2021 — ;
- Международный турнир по вольной борьбе памяти Ивана Ярыгина 2023 — ;
- Чемпионат России по вольной борьбе 2023 — ;
- Первенство Европы до 23 лет 2024 — ;
- Первенство мира до 23 лет 2024 — ;